# Vadested
Vadesteder i vandløb er steder, hvor vandløbet kan passeres af trafik uden hjælp af broer eller færger.
Vadesteder finder man, hvor vandløb er lavvandede, og samtidig har fast bund. Det vil ofte sige, at vandet strømmer hastigt på stedet. Mange købstæder er vokset op på steder, hvor der netop var et godt og pålideligt vadested over et spærrende vandløb. Som et eksempel kan det nævnes, at Aarhus er vokset op omkring det eneste sikre vadested over Aarhus Å, som ligger der, hvor gaden endnu hedder Immervad (altså: vedvarende vadested). Desuden kan nævnes, at bynavnet Vejle er direkte afledt af det gamle danske ord wæthæl, der betyder vadested.
Problemet ved vadesteder er, at de samler trafikken, sådan at alle må ned eller op over de lave og fugtige bredder og ådale, der ligger på begge sider af vadestedet. Det førte allerede i vikingetiden til, at man befæstede tilkørselsveje med brædder og sten. Senere har man i stedet valgt at føre trafikken hen over vandløbet på en bro. Den mest bemærkelsesværdige af disse broer var den næsten 760 meter lange Ravningbroen over Vejle Ådal fra omkring år 978.
Et vadested er dog stadigvæk en brugbar løsning, og mange andre steder i f.eks. England og Wales finder man ofte, at vejen er ført direkte gennem et flodløb. Man har så befæstet bunden med sten eller beton, og resultatet er en billig og brugbar løsning på et trafikalt problem.